# Ministerio Público (Venezuela)
El Ministerio Público de Venezuela es un órgano perteneciente al Poder Ciudadano, con un carácter autónomo e independiente. Está bajo la dirección del Fiscal General de la República que es elegido por la Asamblea Nacional para un período único de siete años, tal y como lo establece el Artículo 280 de la Constitución de la República Bolivariana de Venezuela (CRBV).

## Función
El artículo 285 de la Constitución de Venezuela establece que el Ministerio Público tiene como función:
- Contribuir al establecimiento de los criterios de la política criminal o persecución penal dentro del Estado, a la luz de los principios orientadores del derecho penal moderno.
- Ejercer en nombre del Estado la acción penal.
- Garantizar el respeto de los derechos y garantías constitucionales en los procesos judiciales.
- Garantizar la celeridad y buena marcha de la administración de justicia, el juicio previo y el debido proceso.
- Garantizar los tratados, convenios y acuerdos internacionales suscritos por la República en materia penal.
- Llevar a cabo las acciones a que hubiere lugar para hacer efectiva la responsabilidad en que hubieren incurrido los funcionarios públicos.
- Ordenar y dirigir la investigación penal de la perpetración de los hechos punibles.
- Proteger a las víctimas y testigos de hechos punibles.
- Representar los intereses de la sociedad mediante el ejercicio de las facultades de dirección de la investigación de los hechos que revisten los caracteres de delito.

## Historia
Según se expone en la reseña histórica del Ministerio Público, en la época de la colonia, el rol de Fiscal General era ejercido por un funcionario nombrado por la Corona española, cuya tarea se concentraba en velar por el cumplimiento de la Ley Española en la Capitanía general de Venezuela.
Luego de haber sido adelantados los procesos independentistas que dieron origen a la nación venezolana, en 1819, en el marco del origen de la República, fue cuando se estableció la figura del procurador general, quien estaba a cargo de velar por el cumplimiento y aplicación del orden jurídico. Años después, en 1830, la Constitución de la Gran Colombia, consagraría al Ministerio Público como órgano dependiente del Poder Ejecutivo, en la figura del procurador general de la República. No fue sino hasta 1901, cuando en la Constitución de los Estados Unidos de Venezuela se establece el Ministerio Público, a cargo del procurador general de la Nación, diferenciando sus funciones de las correspondientes al Poder Judicial.

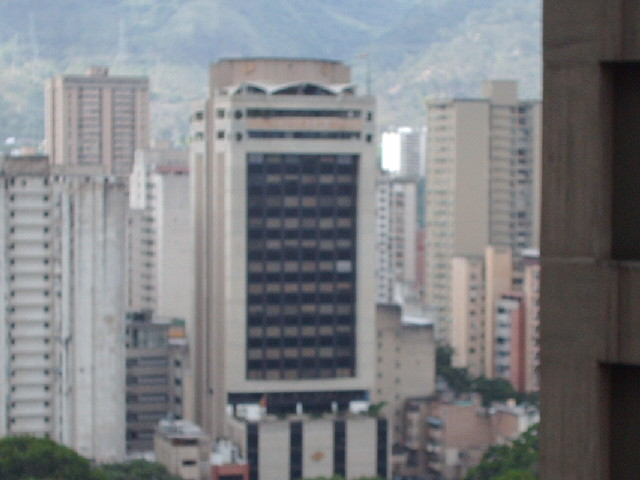
Edificio del Ministerio Público en la Parroquia La Candelaria, Caracas.

Mucho después, en 1935, el entonces presidente Isaías Medina Angarita promulgó la Ley Orgánica del Ministerio Público, designando para su dirección al procurador general. Más tarde, en 1948, el Congreso Nacional reformó dicho instrumento jurídico y designó como fiscal general a Fernando Álvarez Manosalva. En 1953, con la llegada de Marcos Pérez Jiménez al poder, son asignadas nuevamente las funciones del Ministerio Público a la Procuraduría. Sin embargo, tras el derrocamiento de Pérez Jiménez, en 1961, la Constitución de la República de Venezuela establecería al Ministerio Público como una institución autónoma e independiente de los demás poderes, a cargo del fiscal general de la República.

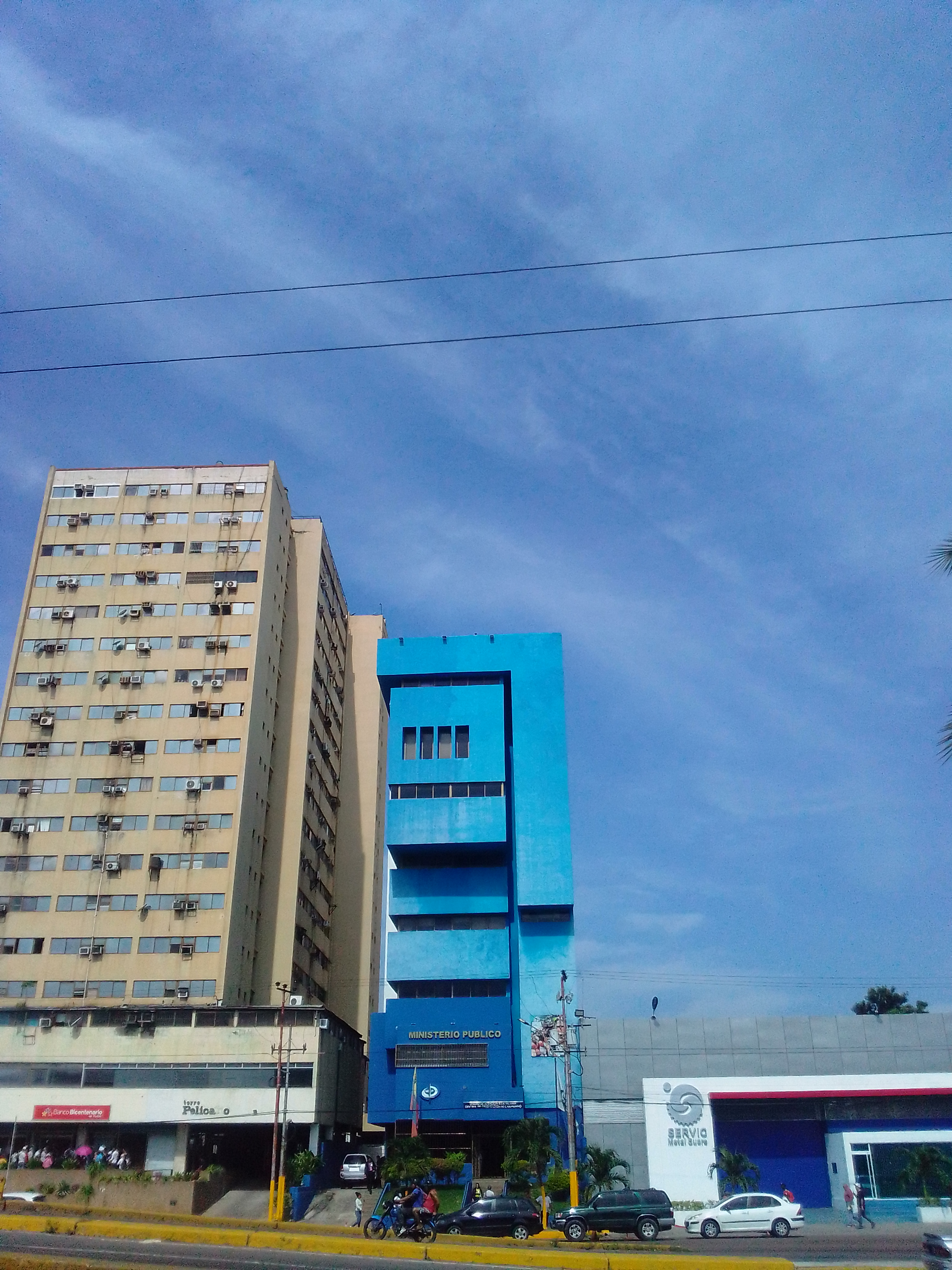
Edificio del Ministerio Público en Puerto La Cruz, Estado Anzoátegui.

Con la entrada en vigencia de la Constitución de la República Bolivariana de Venezuela (CRBV) se crea el Poder Ciudadano, el cual actualmente se ejerce por órgano del Consejo Moral Republicano, integrado por el fiscal general de la República, el defensor del pueblo y el contralor general de la República, y al mismo tiempo, se establece su autonomía.

### 2017
En 2017, el Tribunal Supremo de Justicia (TSJ), a petición del diputado Pedro Carreño, inició un procedimiento judicial que culminó con la destitución de Luisa Ortega Díaz como fiscal general, procedimiento que constitucionalmente sólo puede realizarlo la Asamblea Nacional (AN). El 5 de agosto de 2017, la Asamblea Nacional Constituyente, designó a Tarek William Saab como titular del Ministerio Público. Ortega Díaz, se exilió en Bogotá, Colombia, y desconociendo su destitución de TSJ, siguió ejerciendo su cargo. Luis Almagro, secretario general de la Organización de Estados Americanos (OEA), y varios mandatarios y fiscales del mundo manifestaron su rechazo y desconocimiento a la destitución de Luisa Ortega Díaz.

## Fiscalía General de la República

#### Fiscales Generales de la República
| Fiscales Generales de Venezuela |                              |                    |
| Orden                           | Nombre                       | Período            |
| 1                               | Fernando Álvarez Manosalva   | 1948               |
| 2                               | Pablo Ruggieri Parra         | 1961               |
| 3                               | Rolando Salcedo Delima       | 1961 - 1964        |
| 4                               | Antonio José Lozada          | 1964 - 1969        |
| 5                               | César Naranjo Ostty          | 1969 - 1974        |
| 6                               | José Ramón Medina            | 1974 - 1979        |
| 7                               | Pedro J. Mantellini González | 1979 - 1984        |
| 8                               | Héctor Serpa Arcas           | 1984 - 1989        |
| 9                               | Ramón Escovar Salom          | 1989 - 1994        |
| 10                              | Iván Darío Badell González   | 1994 - 1999        |
| 11                              | Rafael Pérez Perdomo         | 1999               |
| 12                              | Javier Elechiguerra Naranjo  | 1999 - 2000        |
| 13                              | Isaías Rodríguez Díaz        | 2000 - 2007        |
| 14                              | Luisa Ortega Díaz            | 2007 - 2017        |
| 15                              | Tarek William Saab           | 2017 - En el cargo |